# Frederick Guthrie

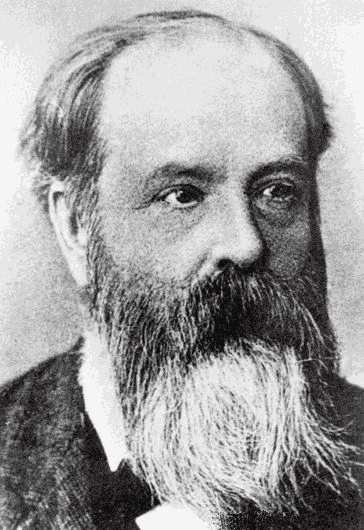
Frederick Guthrie (1880)

Frederick Guthrie (Londen, 15 oktober 1833 – aldaar, 21 oktober 1886) was een Engels natuur- en scheikundige. Hij was de broer van de wis- en plantkundige Francis Guthrie.
Guthrie werd geboren in de Londense wijk Bayswater als jongste in een gezin van zes kinderen. Zijn vader Alexander Guthrie was kleermaker. Tot zijn twaalfde werd hij privé onderwezen door Henry Watts. Vervolgens studeerde hij aan de University College London, die hij afsloot met een bachelorsdiploma. In het voorjaar van 1854 ging hij naar Duitsland waar hij zijn studie scheikunde voortzette. In Heidelberg werkte hij onder Robert Bunsen en in Marburg onder Hermann Kolbe. In 1855 promoveerde hij er summa cum laude.
Tussen 1858 en 1860 werkte hij als assistent bij professor Lyon Playfair in Edinburgh en verkreeg in 1860 een leerstoel bij de Royal College op Mauritius waar hij tot 1866 werkzaam was. In 1867 keerde Guthrie terug naar Londen en publiceerde er zijn onderzoeken naar het warmtegeleidingsvermogen van vloeistoffen en de beschrijving van een nieuwe voltmeter. In 1869 werd hij als lector in de experimentele natuurkunde aangesteld aan de Koninklijke Bergschool in Londen. Deze positie behield hij ook toen de school in 1872 werd verenigd met de pas opgerichte natuurwetenschappelijke school in South Kensington. Als in 1881 de Royal School of Mines werd opgericht behield Guthrie zijn leerstoel aan deze nieuwe instelling.
Guthrie wordt erkend als de eerste die in 1873 het fenomeen thermionische emissie waarnam en beschreef. Toen hij een staaf met een roodgloeiend uiteinde in de nabijheid hield van een geladen elektroscoop zag hij dat deze hierdoor ontlaadde.
Guthrie was in 1874 een van de oprichters van de Physical Society of London (het huidige Institute of Physics) in Londen en was van 1884 tot 1886 voorzitter van deze sociëteit. In 1873 werd hij tot Fellow gekozen van de Royal Society.
Guthrie was de een van de eersten die de effecten rapporteerde van mosterdgas. In 1860 beschreef hij de combinatie van etheen met zwaveldichloride en de waarnemingen van bepaalde fysiologische effecten die het op hem had.

## Werken
- An examination of the waters of Mauritius
- Letters on the sugar-cane and cane-sugar
- The elements of heat and non-metallic chemistry (1868)
- Magnetism and Electricity (1875)
- Practical Physics (1877)
- The first book of knowledge (1881)